# Dorfkirche Reudnitz

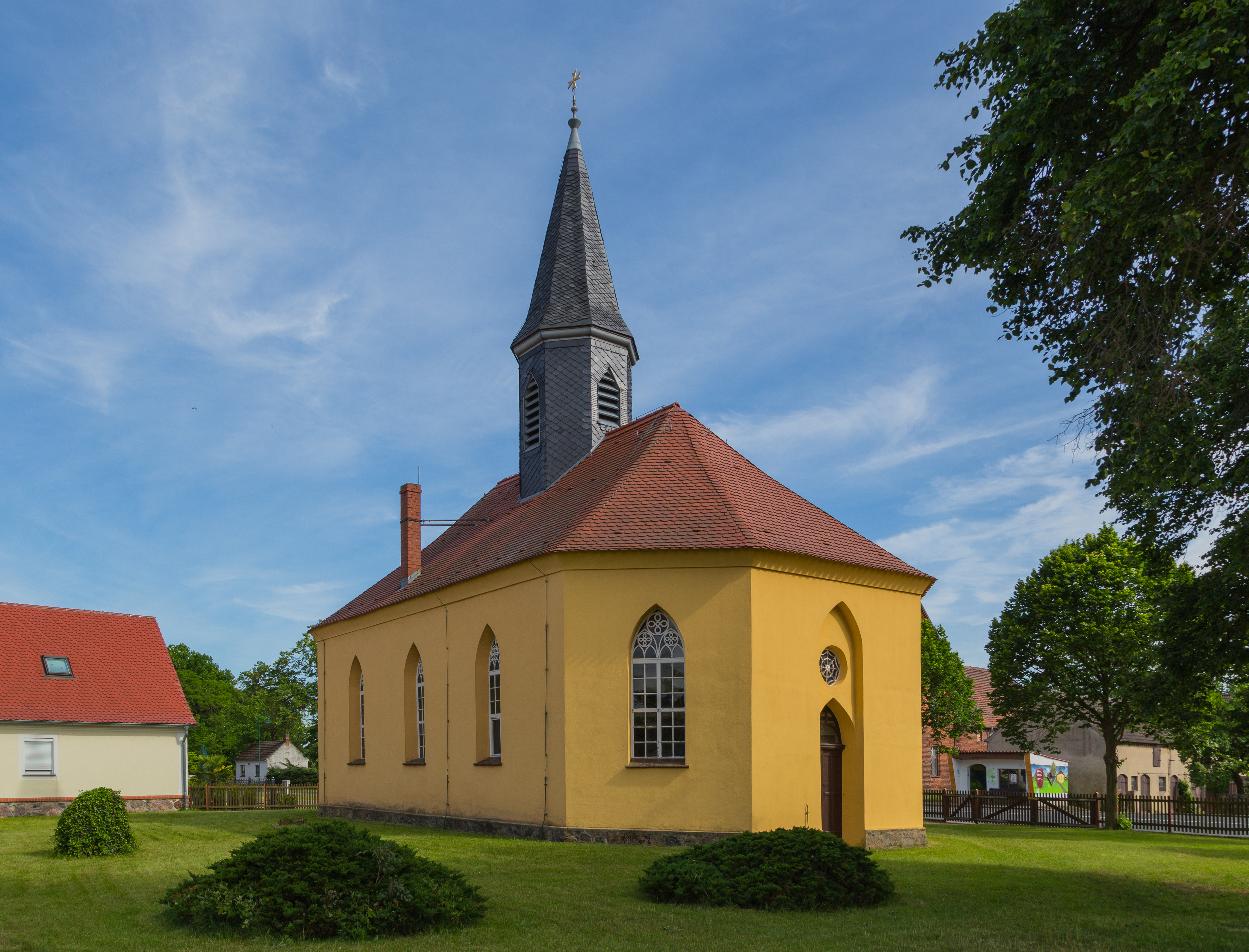
Dorfkirche Reudnitz (2017)

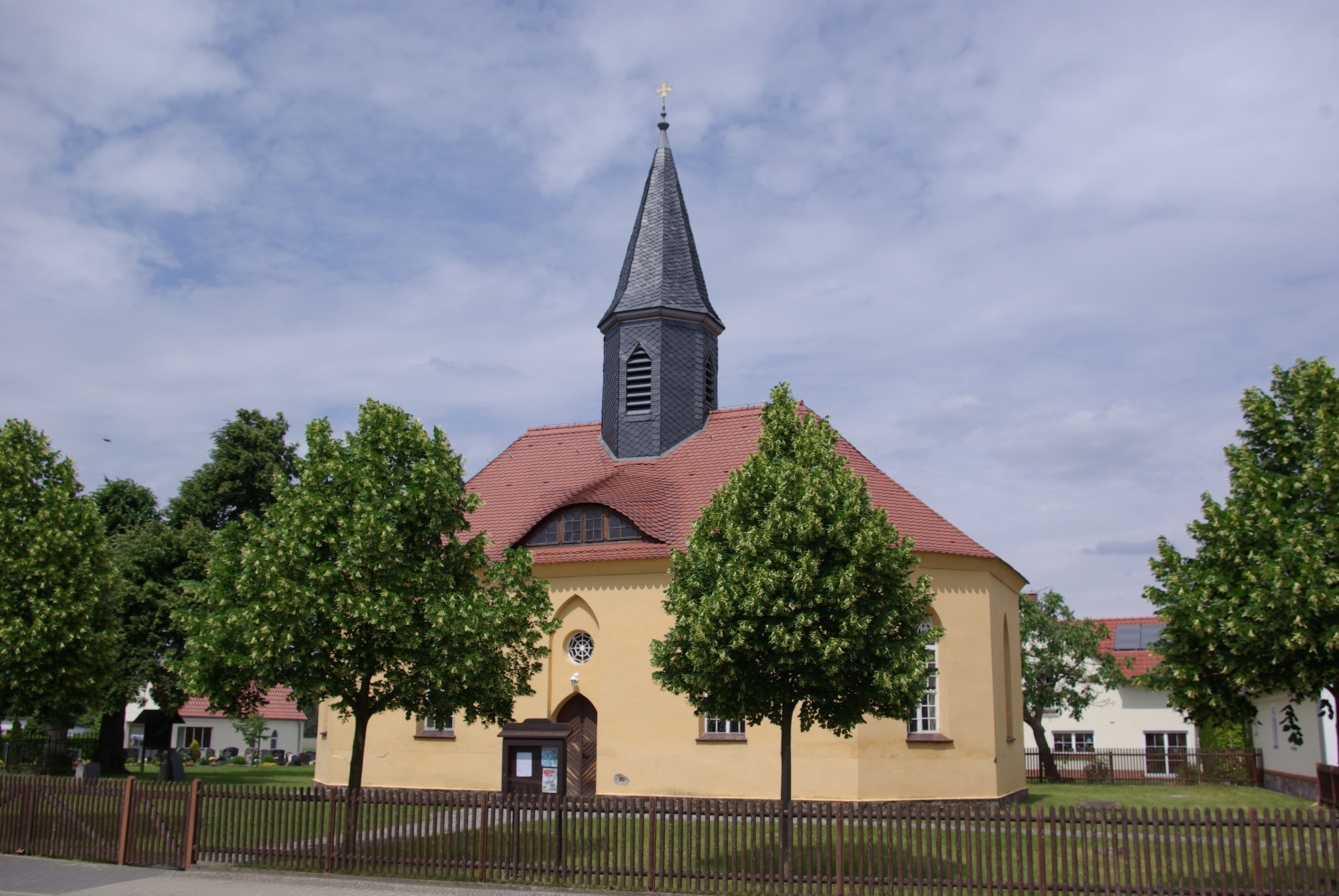
Ansicht der Kirche von Süden (2009)

Die Dorfkirche Reudnitz ist das Kirchengebäude im Ortsteil Reudnitz der Stadt Friedland im Landkreis Oder-Spree in Brandenburg. Die Kirche gehört der evangelischen Gesamtkirchengemeinde Beeskow im Kirchenkreis Oderland-Spree, der Teil der Evangelischen Kirche Berlin-Brandenburg-schlesische Oberlausitz ist, und steht unter Denkmalschutz. Zum Gesamtdenkmal gehört neben dem Kirchenbau noch ein Grabmal aus dem späten 18. Jahrhundert.

## Architektur und Geschichte
Bereits in der Kopie Meißner Bistumsmatrikel von 1495 ist eine Kirche in Reudnitz erwähnt. Die heutige Kirche im Ort wurde erst gegen Mitte des 18. Jahrhunderts bzw. nach Angaben der Kirchengemeinde ab 1809 gebaut. Sie ist ein kleiner Putzbau mit dreiseitiger Ost- und Westwand und steht aus einem Sockel aus Feldsteinen. Mittig auf dem Walmdach befindet sich ein verschieferter achteckiger Dachreiter. Dieser wird durch einen Spitzhelm mit einem Johanniterkreuz abgeschlossen. Auf der südlichen Dachseite befindet sich eine Fledermausgaube. Die Fenster wurden in der ersten Hälfte des 19. Jahrhunderts dem neugotischen Stil angepasst und sind seitdem spitzbogig. Zwischen 1992 und 1994 wurde die Dorfkirche Reudnitz saniert.
Im Innenraum hat die Kirche eine verputzte Flachdecke, die von vier mit Kapitellen geschmückten Säulen getragen wird. Zur Ausstattung der Kirche gehört ein klassizistischer Kanzelaltar aus dem frühen 19. Jahrhundert. Halbrechts neben dem Altar steht ein hölzernes Taufbecken. Die auf der Westempore befindliche Orgel wurde im Jahr 1880 von den Gebrüdern Oswald und Paul Dinse gebaut. Sie hat ein Manual, ein Pedal und sechs Register. Im Jahr 1954 wurde die Orgel durch Karl Gerbig überarbeitet und ab 1995 von Christian Scheffler grundlegend restauriert. Das Instrument verfügt über kein elektrisches Gebläse. Ein vorbereitetes Pedalregister wurde nie ergänzt. Die Glocke der Kirche wurde 1896 von Gustav Collier gegossen. Der Kronleuchter wurde 1906 durch Theodor Gressel gestiftet.
Auf dem Friedhof neben der Kirche befindet sich ein Grabmal mit einem Säulenstumpf mit Vase und Tuch aus dem Jahr 1790, das ebenfalls unter Denkmalschutz steht. Dieses erinnert an den Gründer der örtlichen Schäferei.

## Kirchengemeinde
Früher war Reudnitz eine eigenständige Kirchengemeinde, die dem Pfarrsprengel Friedland unterstellt war. Sie gehörte zum Kirchenkreis Lübben in der Evangelischen Landeskirche der älteren Provinzen Preußens bzw. ab 1945 der Evangelischen Kirche in Berlin-Brandenburg. Ab 1968 war die Kirchengemeinde Reudnitz Teil des Kirchenkreises Beeskow, der 1998 im neuen Kirchenkreis An Oder und Spree aufging und seit dessen Auflösung am 1. Januar 2014 zum Kirchenkreis Oderland-Spree gehört.
Zum 1. Mai 2001 schlossen sich die Kirchengemeinde Reudnitz und die Kirchengemeinden Groß Briesen, Grunow, Krügersdorf, Merz und Ragow zu der neuen Kirchengemeinde Krügersdorf-Grunow zusammen. Im November 2009 wurde die Kirchengemeinde mit mehreren angrenzenden Kirchengemeinden zum Pfarrsprengel Beeskow verbunden. Der Pfarrsprengel wurde zum 1. Januar 2024 aufgelöst. Die Kirchengemeinde Krügersdorf-Grunow und die Stadt- und Landkirchengemeinde Beeskow bilden heute die Gesamtkirchengemeinde Beeskow. 